# 彼得里夫卡 (白采爾克瓦區)
49°56′31″N 30°19′7″E / 49.94194°N 30.31861°E
彼得里夫卡（烏克蘭語：Петрівка）是位於烏克蘭北部的村莊，由基辅州白采爾克瓦區的赫雷賓基市鎮負責管轄。該村始建於1920年，面積0.39平方公里，海拔高度193米，2001年人口18，人口密度每平方公里46.5人。